# Église Saint-Hilaire de Bierbeek
L'église Saint-Hilaire (Sint-Hilariuskerk en néerlandais) est une église romane et néo-romane située sur le territoire de la commune belge de Bierbeek, dans la province du Brabant flamand.
L'église, édifiée en style roman mosan aux XIIe et XIIIe siècles, est connue principalement pour son remarquable chevet plat et pour son bel appareil combinant moellons de grès ferrugineux et moellons de pierre blanche.

## Historique
L'église Saint-Hilaire de Bierbeek est édifiée en style roman mosan aux XIIe et XIIIe siècles,.
Elle était jadis un lieu de pèlerinage renommé, dédié à saint Hilaire, évêque de Poitiers.
Les collatéraux sont élargis en 1770-1771 par Corthout,,.
Vers 1784, Everaert modifie le parement de la façade occidentale, remplace la porte du XIIIe siècle par un portail de style classique et surmonte la puissante tour occidentale d'un clocher en briques,.
En 1900, des transformations ajoutent un baptistère sur la façade nord, retouchent fortement les collatéraux et rebâtissent les croisillons du transept,,.

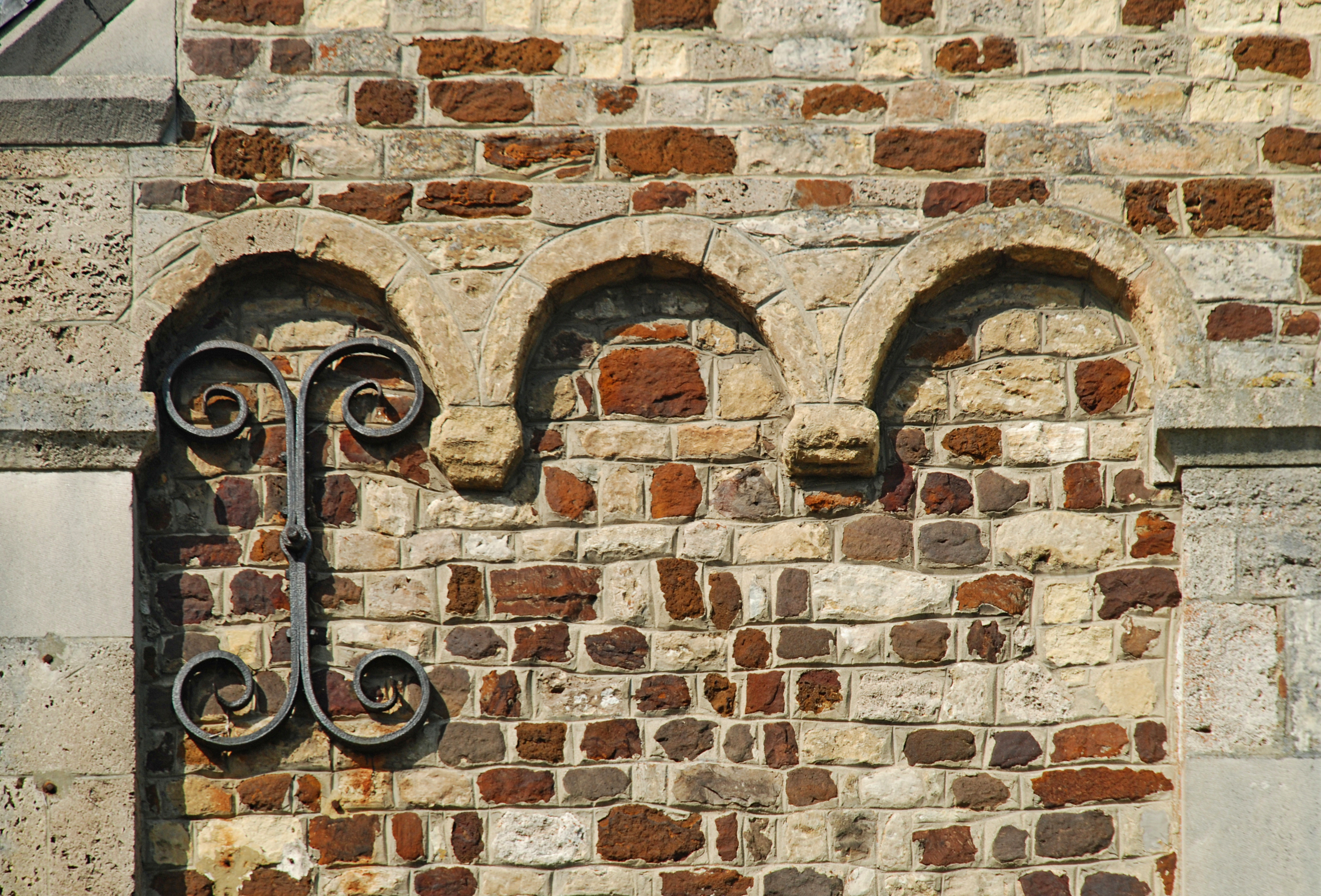
Frise d'arcs.

## Classement et restauration
L'église est classée comme monument historique depuis le 19 janvier 1944 et figure à l'inventaire du patrimoine immobilier de la Région flamande sous la référence 41529.
Elle est restaurée en 1966-1967 sous la direction du professeur d'université et historien de l'art Raymond M. Lemaire et de S. Brigode,,.

## Architecture

### Architecture extérieure

#### Le chevet roman
À l'est, l'église Saint-Hilaire présente un beau chevet de style roman composé d'une abside rectangulaire édifiée en moellons de grès et de grès ferrugineux.
L'abside présente trois registres étagés en hauteur. Le premier registre est rythmé par quatre pilastres qui séparent des pans de maçonnerie faits de moellons de grès blanc et de grès ferrugineux assemblés en appareil irrégulier. Le second registre, dont la maçonnerie est identique, présente un léger retrait par rapport au premier registre dont il est séparé par un cordon de pierre. Ses quatre pilastres plus fins s'élancent de ce cordon pour rejoindre la frise d'arcs sur modillons géométriques située sous le troisième registre, et agrémentée aux extrémités de deux grandes ancres de façade en forme de lettre X. Au niveau du deuxième registre, l'abside est percée d'une grande fenêtre axiale à simple ébrasement, dont les piédroits harpés portent un arc en plein cintre aux claveaux polychromes. Le troisième et dernier registre, orné d'un appareil de grès blanc et brun beaucoup plus régulier, est percé d'une fine meurtrière au linteau monolithe en forme de mitre et surmontée d'une croix de pierre.

#### Le transept et les façades latérales
Les croisillons du transept, rebâtis en 1900,,, sont très semblables au chevet plat, à quelques détails près : ils ne sont pas ornés d'ancres de façade et ils sont percés au troisième niveau d'une lucarne d'accès et non d'une meurtrière. Le croisillon sud est en outre percé d'une porte à arc surbaissé au niveau de la travée de gauche.
Les façades latérales des collatéraux, fortement remaniées lors des transformations de 1900,,, présentent le même appareil de grès blanc et de grès ferrugineux que le chevet et le transept. La façade latérale nord est agrémentée d'un baptistère ajouté en 1900,,.

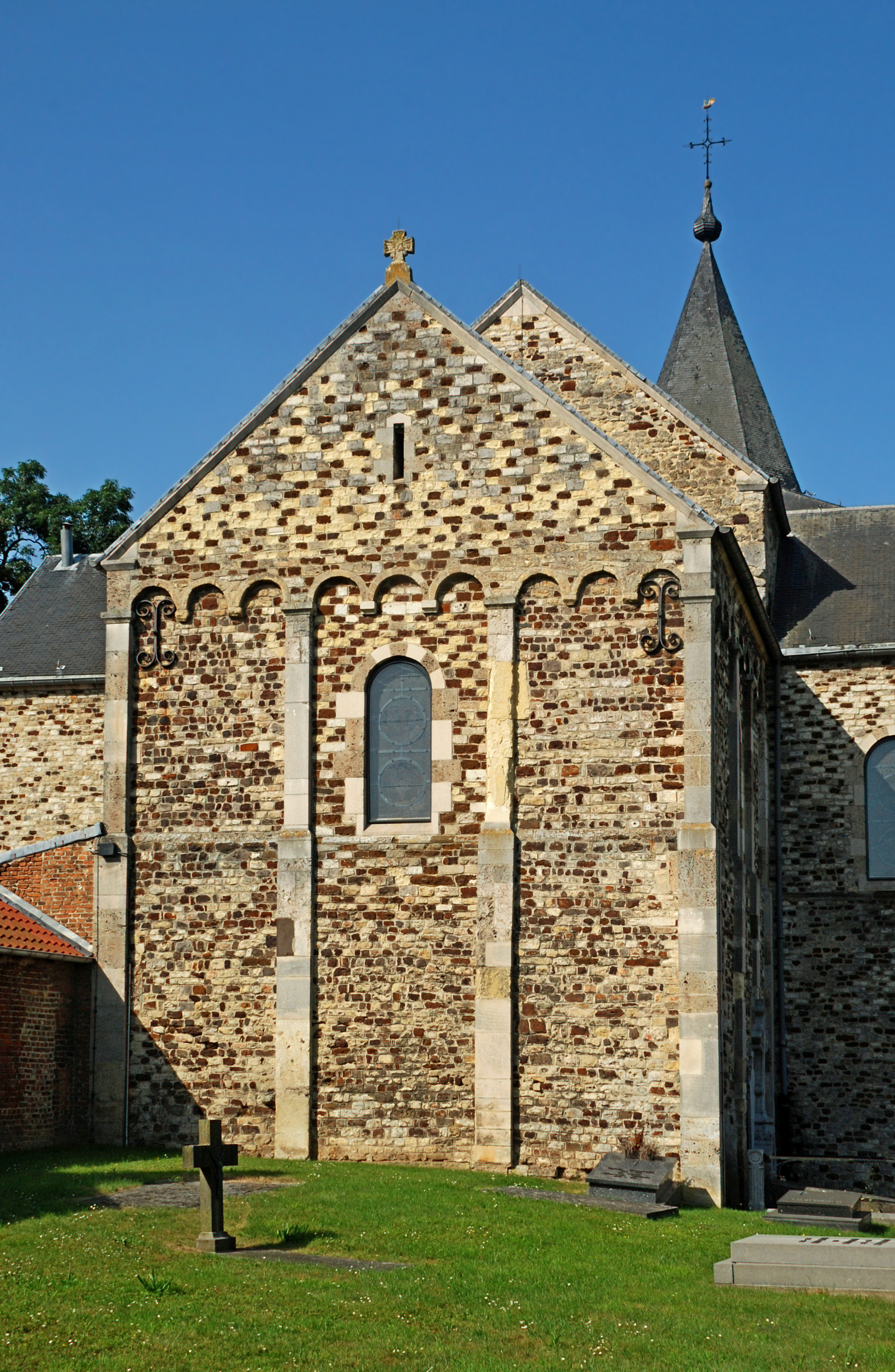
Le chevet plat.
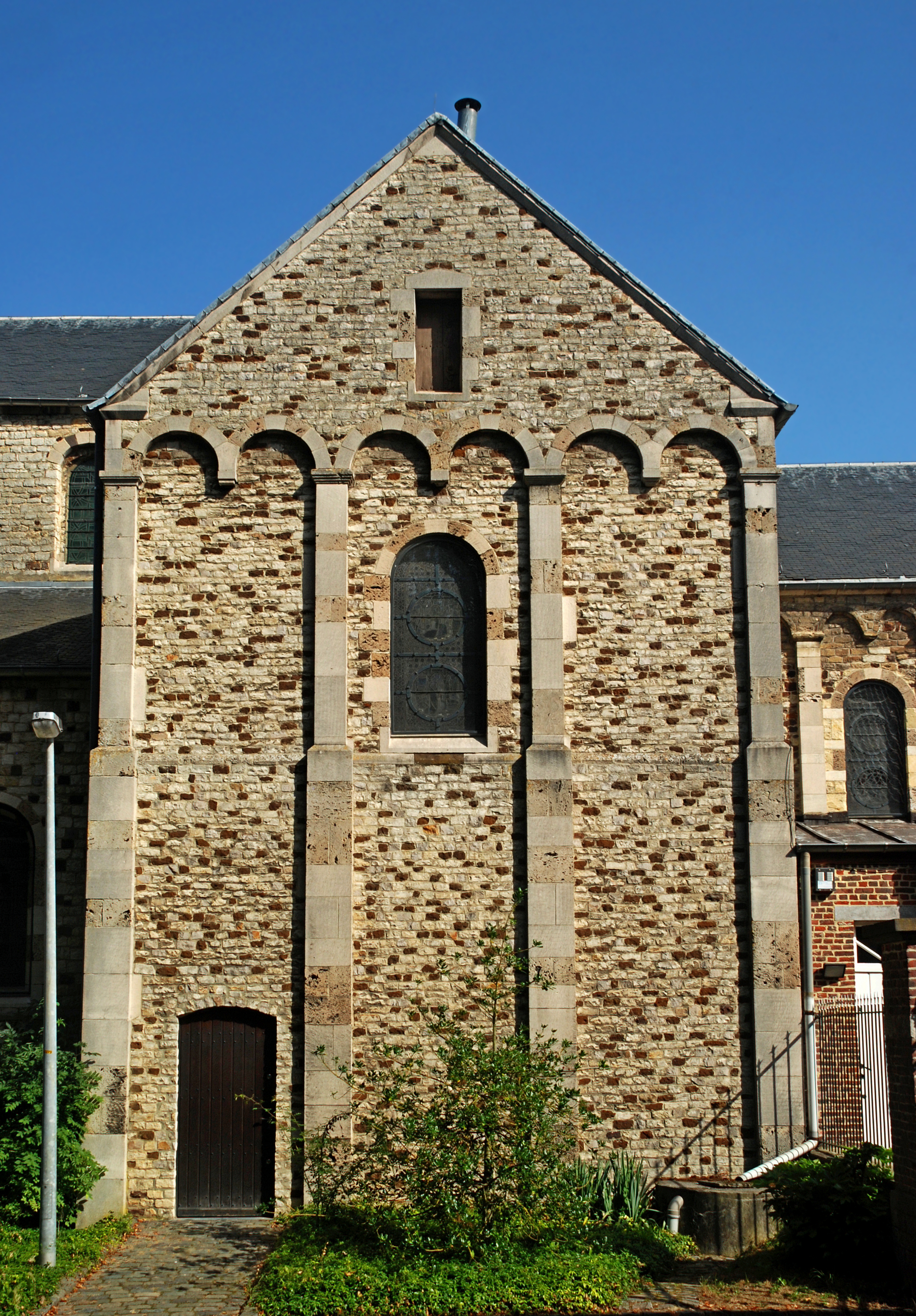
Le bras sud du transept.
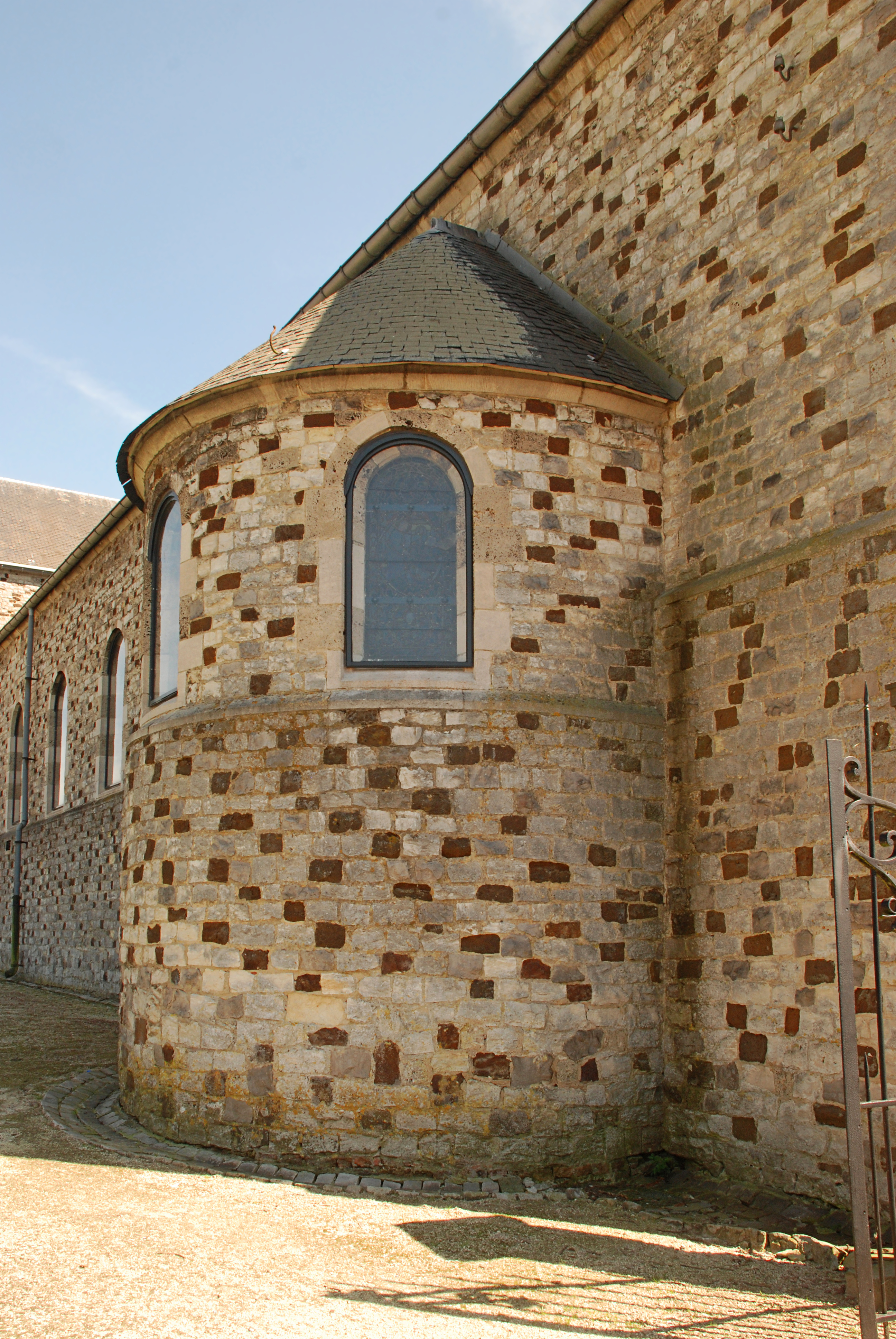
Baptistère.
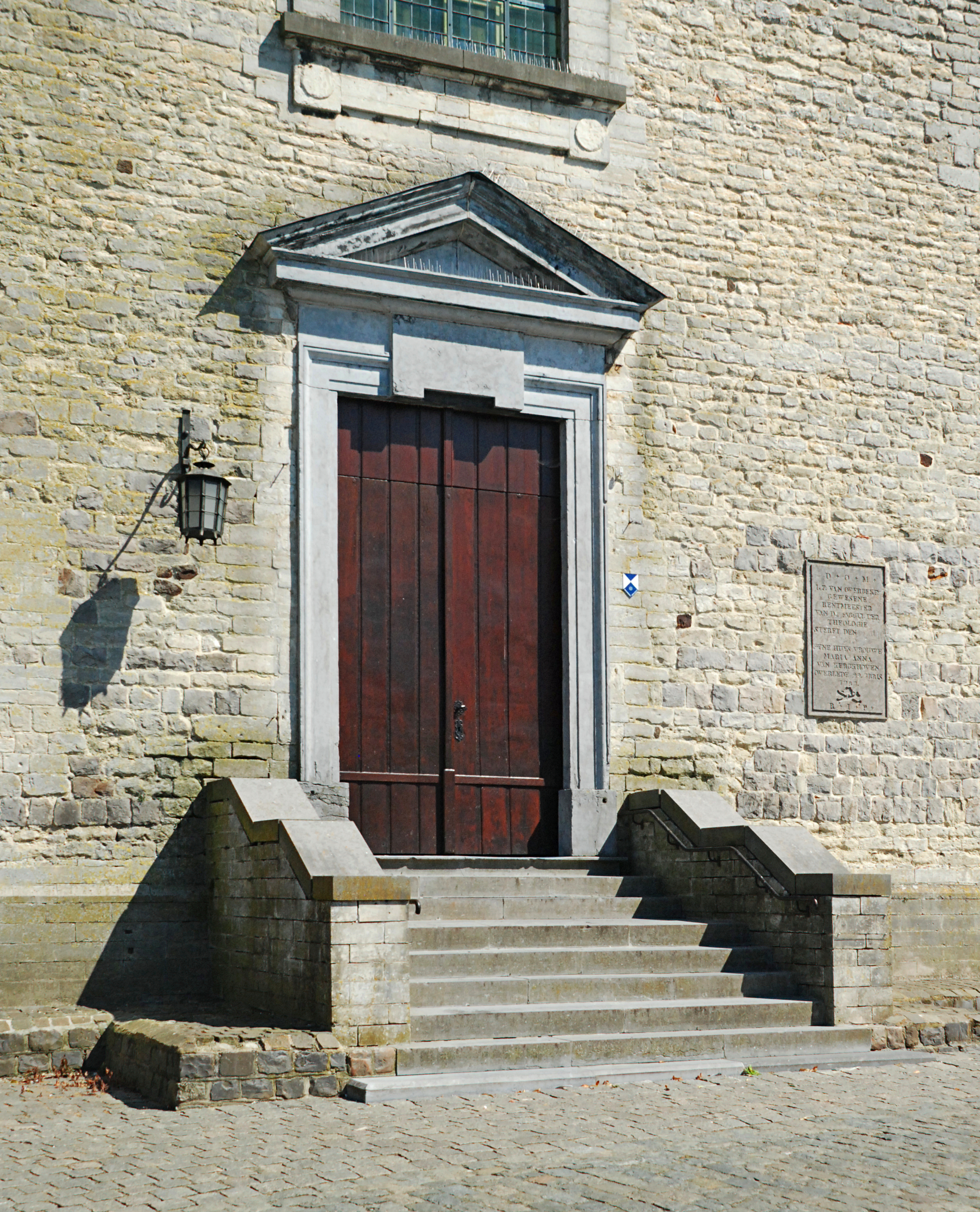
La porte occidentale.